# Vent de Santa Ana
Pour les articles homonymes, voir Santa Ana.

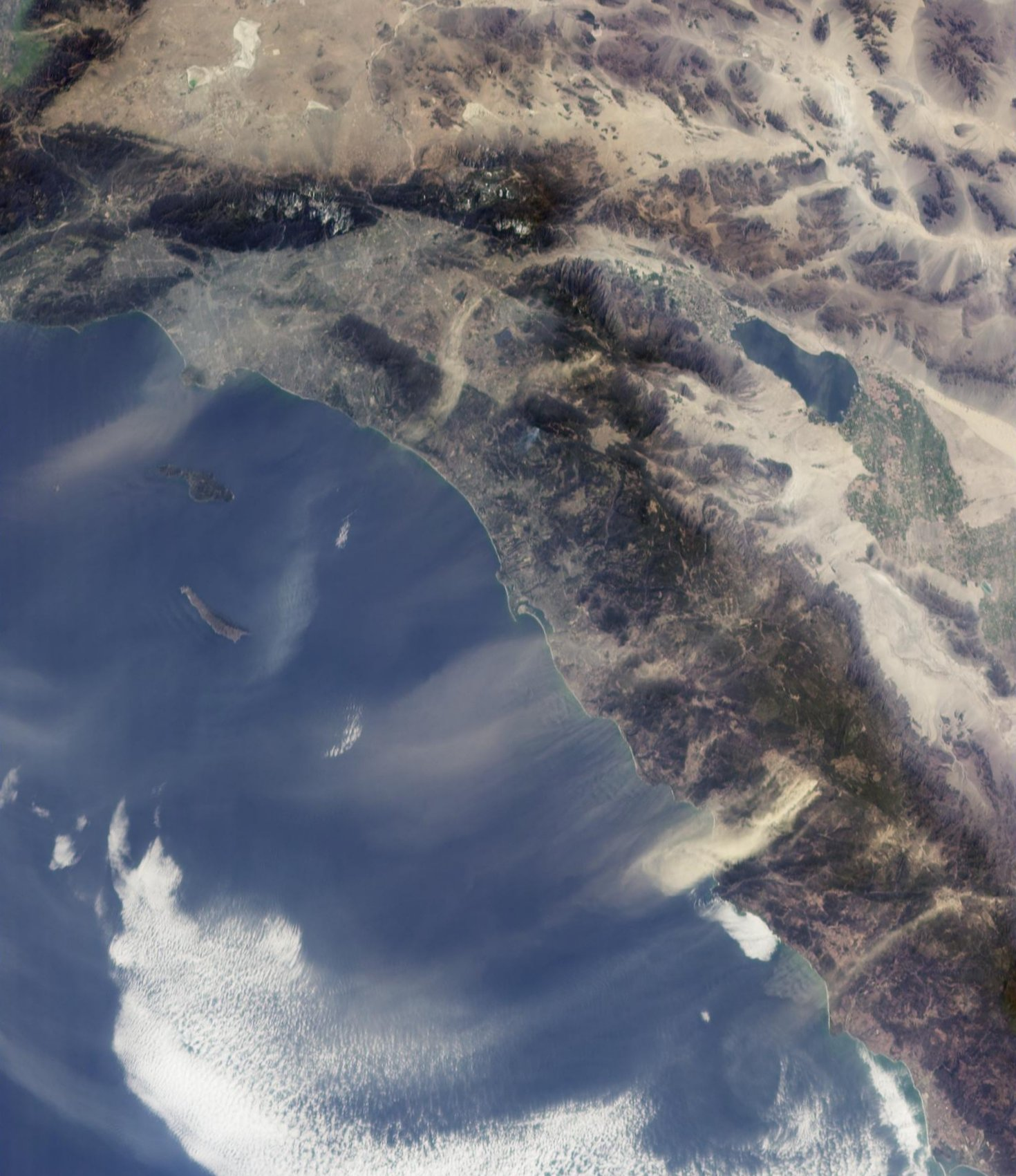
Panaches de poussières et de fumée montrant les sorties de vallées où souffle le Santa Ana.

Le vent de Santa Ana (ou vent de Santana) est un vent chaud et sec qui se produit souvent en Californie du Sud durant l'automne et le début de l'hiver. Il crée des conditions favorables à la propagation de nombreux incendies de forêt, dont le Cedar Fire en octobre 2003, l’Esperanza Fire en octobre 2006 et les incendies de janvier 2025 à Los Angeles. Il transporte également une grande quantité de poussières. Son nom provient de la région de la vallée du fleuve Santa Ana où il est très commun.
Ces forts vents catabatiques sont extrêmement secs car ils proviennent de la masse d'air désertique de la région du Grand Bassin en Utah lorsqu'un anticyclone s'y développe. L'air est alors poussé vers la côte du Pacifique en passant à travers la Sierra Nevada et se réchauffe par compression adiabatique, tout en accélérant, en descendant la pente ouest des montagnes, que l'on appelle aussi effet de foehn. Il est particulièrement intense en aval de vallées sortant des montagnes par l'effet de couloir.

## Origine du nom
L'explication la plus acceptée du nom est celle qu'il dérive du canyon de Santa Ana dans le comté d'Orange, l'un des nombreux endroits où ces vents soufflent intensément. Les références de journaux au nom de Santa Ana remontent à 1886. En 1893, la controverse avait éclaté à savoir si ce nom était une corruption du terme espagnol Santana (une combinaison des mots Santa Ana), ou le terme différent Satanás qui signifie Satan en espagnol. Cependant, la mention par les journaux du terme « Satanás » en référence aux vents n'a commencé à apparaître que plus de 60 ans plus tard. Une explication possible est que la langue espagnole parlée fusionne deux voyelles identiques dans l'élision quand l'une termine un mot et l'autre commence le mot suivant. Ainsi, la prononciation espagnole de l'expression « Santa Ana » sonne comme « Santana ».
Une autre tentative d'explication du nom prétend qu'il dérive d'un terme amérindien pour « vent du diable » qui a été modifié par les Espagnols sous la forme « Satanás », puis corrompu plus tard en « Santa Ana ». Cependant, une autorité sur la langue amérindienne locale prétend que ce terme n'a jamais existé dans cette langue.
Une troisième explication remonte l'origine du terme à un correspondant d'Associated Press en poste à Santa Ana en 1902 et qui aurait documenté le nom « vents de Santa Ana », ou a peut-être confondu le terme « Santana » ou Satanás avec Santa Ana.
Une autre origine favorisée par le météorologue localement célèbre de la station de télévision KABC, le Dr George Fischbeck, est que le terme viendrait du dialecte Mexicano-Américain local : « Caliente aliento de Satanás » (souffle chaud de Satan) sans avoir de référence pour cela.

## Formation

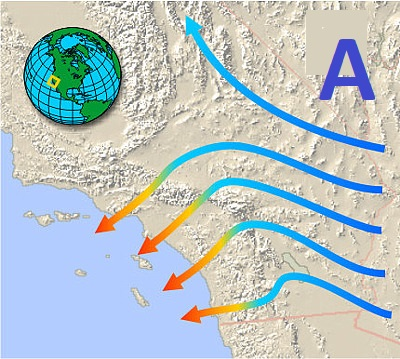
Trajectoire de l'air dans une situation de Santa Ana et son réchauffement (de bleu vers rouge).

En saison froide, lorsqu'une masse d'air sous un anticyclone repose sur le Grand Bassin et le désert des Mojaves et qu'une dépression se positionne sur l'océan Pacifique au large des côtes de la Californie, il se crée une importante différence de pression à l'échelle synoptique entre ces deux endroits. L'air frais et sec s'écoule alors vers l'extérieur du centre de haute pression vers la côte en passant par les cols et vallées dans la Sierra Nevada, soit le chemin de la moindre résistance. Ces cols incluent le col Soledad, le col Cajon et le col San Gorgonio, tous bien connus pour amplifier par canalisation le Santa Ana.
À mesure que la largeur des vallées se rétrécit et comprime le volume d'air, sa vitesse augmente considérablement par effet Venturi, souvent à plus de 70 km/h. En même temps, à mesure que l'air descend d'une altitude élevée, la pression barométrique augmente de façon adiabatique, ce qui réchauffe sa température d'environ 10 °C par 1 000 mètres de descente,. L'humidité relative, déjà faible au départ, diminue avec cette augmentation de la température, ce qui l'amène souvent en dessous de 10 %. Le résultat final est un vent fort, chaud et très sec qui souffle du bas des cols de montagne dans les vallées et la plaine côtière,.
Plus la différence de pression et de température entre la zone d'origine de l'air et la côte est grande, plus le vent sera fort. Les événements les plus forts et plus étendus spatialement sont donc généralement associés à une combinaison de gradients de pression extra-côtiers en surface, d'advection d'air froid à 850 hPa et d'advection de tourbillon négatif à 500 hPa. Ainsi l'air froid et sec venant de l'Arctique dans le Grand Bassin et les températures les plus chaudes de la mer de fin d'automne ont tendance à créer les vents les plus intenses de Santa Ana.
Le Santa Ana inhibe l'entrée sur la côte de la brise de mer habituelle durant la journée car ces vents forts s'opposent à son avancée. La nuit, les vents de Santa Ana fusionnent avec la brise terrestre soufflant de la terre à la mer et se renforcent parce que le désert intérieur de Californie se refroidit plus que l'océan en raison des différences de capacité thermique,.

## Caractéristiques

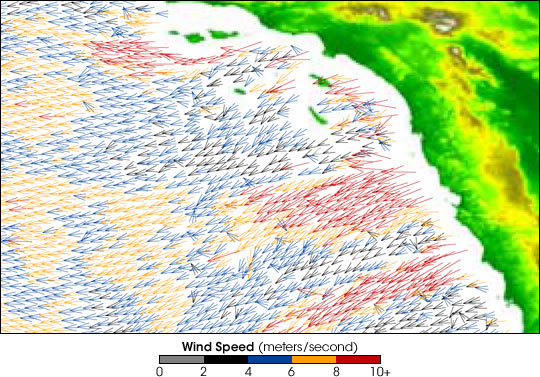
Image montrant la vitesse des vents (en mètres par seconde) au large de la côte.

Dans plusieurs études, la vitesse moyenne des vents soutenus notée était de 10 m/s (36 km/h) avec des rafales supérieures à 25 m/s (90 km/h),. Dans les cas extrêmes, des ondes orographiques et des ressauts hydrauliques peuvent se développer, entraînant des vents violents en aval d'un terrain plus élevé.

## Impacts

### Régionaux

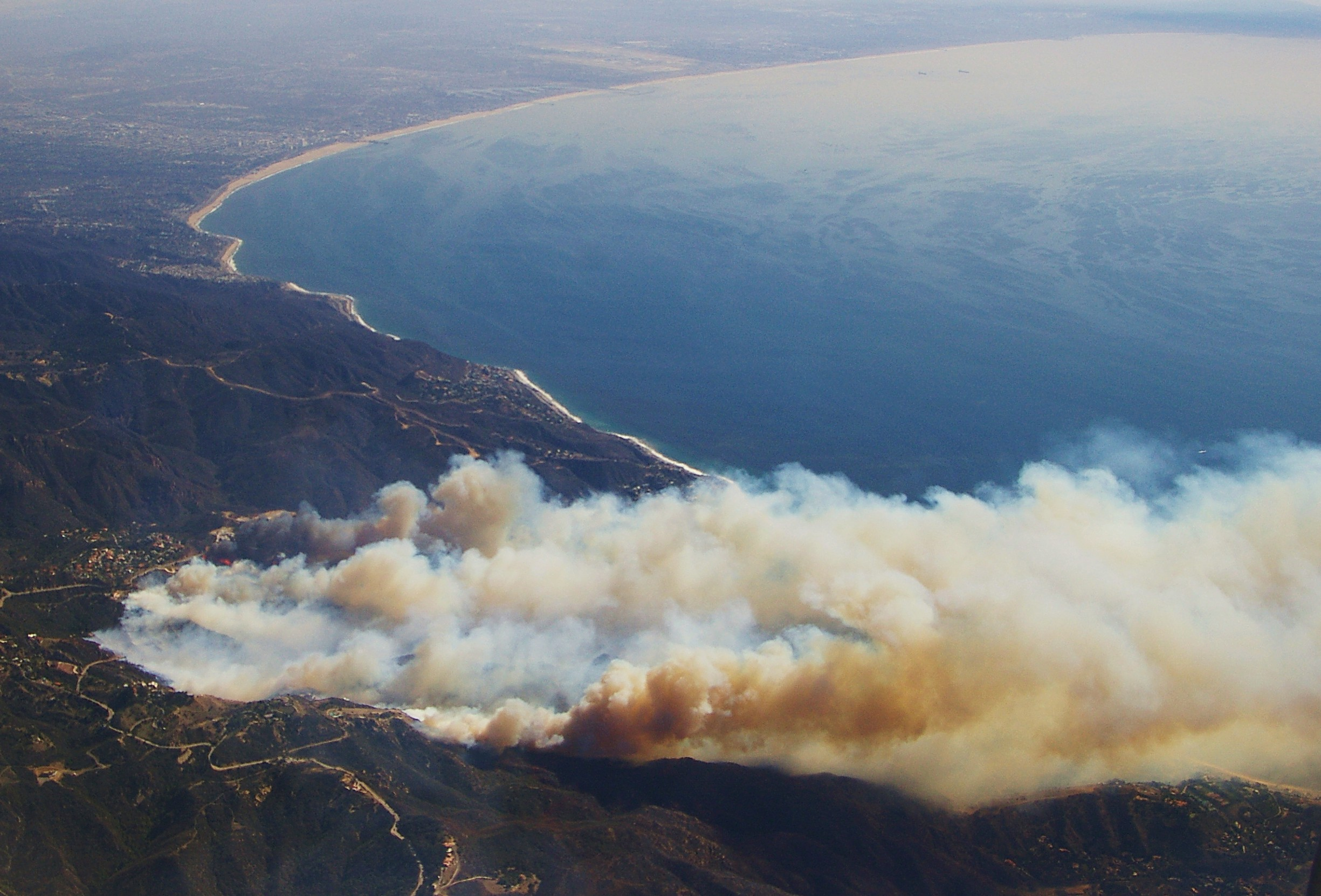
Feu de Malibu (Californie) en 2007 attisé par les vents de Santa Ana.

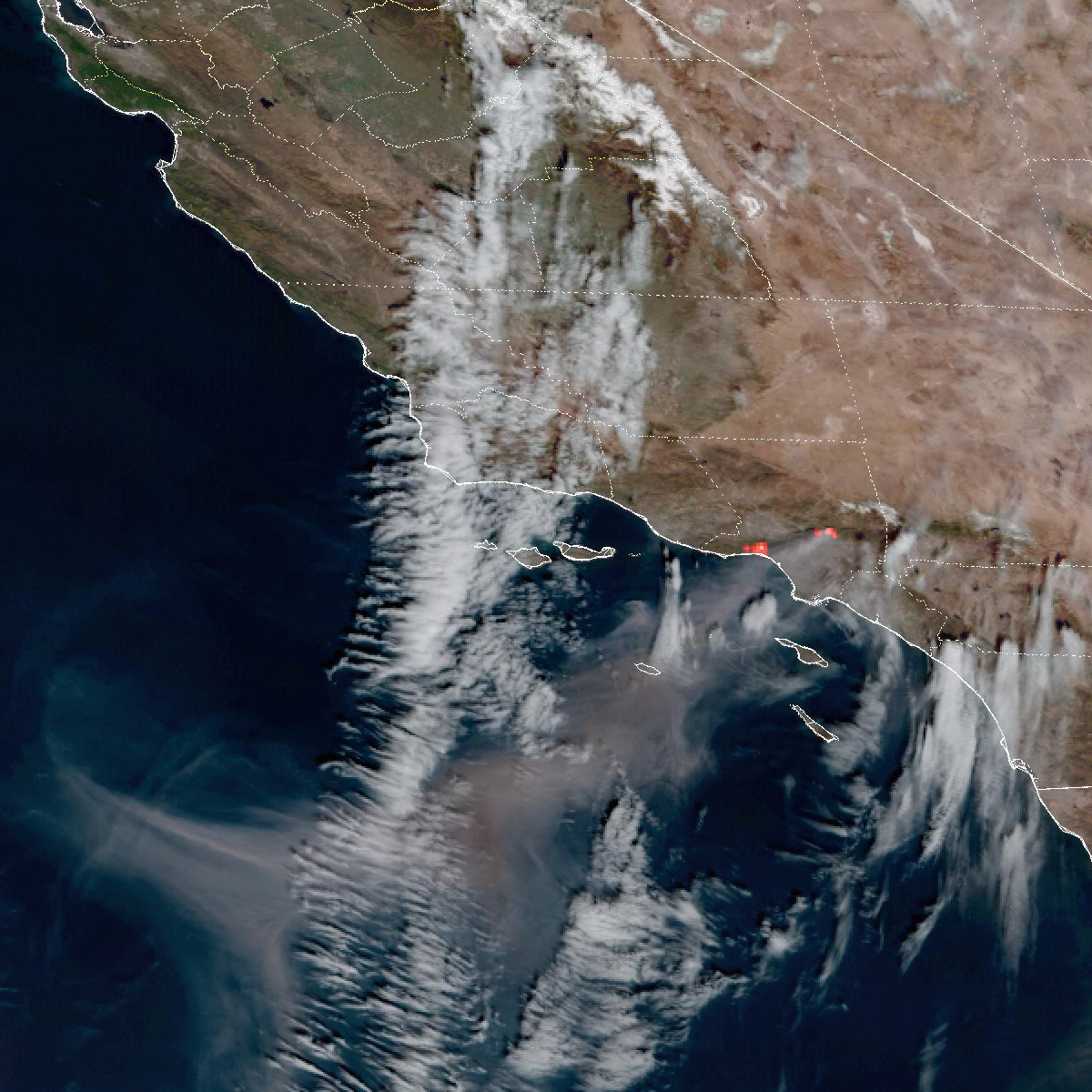
Vue satellite de Pacific Palissades lors des incendies du sud de la Californie en janvier 2025.

Les vents de Santa Ana apportent souvent les humidités relatives les plus basses de l'année dans le sud de la Californie. Ces faibles humidités, combinées à la masse d'air réchauffée par compression et aux vents très forts créent des conditions météorologiques favorables au développement et à la propagation des feux de forêt en asséchant la végétation. Ceci transforme la végétation de type chaparral en carburant explosif qui peut être facilement allumé par la foudre ou une négligence humaine. Les incendies de forêt attisés par les vents de Santa Ana ont brûlé 2 920,98 km2 en deux semaines en octobre 2003 et 2 000 km2 en octobre 2007,.
Bien que les vents aient souvent un caractère destructeur sur les infrastructures, ils présentent également certains avantages. Ils provoquent une remontée d'eau froide sous la couche superficielle de l'océan au large de la côté, faisant remonter de nombreux nutriments des profondeurs, ce qui profite finalement aux pêcheries locales. Au fur et à mesure que les vents soufflent sur l'océan, les températures de la surface de la mer chutent d'environ 4 °C et la concentration en chlorophylle dans les eaux de surface passe de négligeables à très actives avec plus de 1,5 milligramme par mètre cube en présence des vents.

### Locaux
Pendant les vents de Santa Ana, de grandes vagues océaniques peuvent se développer. Ces vagues venant du nord-est se dirigent vers le côté normalement abrité de l'île de Santa Catalina affectant des ports habituellement protégés comme Avalon et Two Harbors. Dans des conditions de fort Santa Ana, ces ports subissent des vagues qui peuvent arracher les bateaux de leurs amarres et les drosser vers le rivage.

### Santé
Les vents transportent des spores (Coccidioides immitis et Coccidioides posadasii) venant d'un champignon pathogène qui provoque la coccidioïdomycose (« Valley Fever ») dans les zones non endémiques,,. L'infection symptomatique (40% des cas) se présente généralement comme une maladie de type grippal avec fièvre, toux, maux de tête, éruption cutanée et myalgie (douleur musculaire). Les complications graves comprennent une pneumonie grave, des nodules pulmonaires et une maladie disséminée, où le champignon se propage dans tout le corps. La forme disséminée de la coccidioïdomycose peut dévaster le corps, provoquant des ulcères cutanés, des abcès, des lésions osseuses, des douleurs articulaires sévères, une inflammation cardiaque, des problèmes des voies urinaires, une méningite et souvent la mort.
Les vents apportent également une importante quantité de poussières venant des déserts intérieurs qui vont affecter la qualité de l'air et nuire aux personnes ayant des problèmes respiratoires tels que l'emphysème pulmonaire ou l'asthme. Ces poussières vont également causer de l'érosion éolienne et de la déposition sur les sols.

### Effet secondaire
Le brouillard de Santa Ana est un phénomène qui se produit parfois à la fin d'un épisode de vent de Santa Ana le long de la côte sud de la Californie. Lors du Santa Ana la couche inférieure de l'atmosphère, sur deux à trois kilomètres d'épaisseur, est extrêmement sec, même sur les eaux du Pacifique. Quand il cesse, l'humidité venant des eaux sous-jacentes reforme une inversion marine fraîche et humide si les conditions sont favorables. L'air dans la couche marine devient très humide et des stratocumulus marins très bas ou du brouillard se produisent. Si les vents changent de direction de la mer vers la terre avec assez d'intensité, le brouillard marin entre sur les zones côtières,.
Cela marque une transition soudaine et surprenante des conditions chaudes et sèches de Santa Ana à un temps marin frais, humide et gris, car le brouillard de Santa Ana peut entrer loin dans les terres et envelopper les villes en aussi peu que quinze minutes. Cependant, ce phénomène est rare, car il nécessite des conditions propices à une reformation rapide de la couche marine, ainsi qu'une inversion rapide et forte des vents. Le plus souvent, l'anticyclone sur le Grand Bassin, qui a provoqué les conditions de Santa Ana, est lent à s'affaiblir ou à se déplacer vers l'est. Dans le cas plus habituel, lorsque les vents de Santa Ana cessent, le temps reste dégagé et doux durant plusieurs jours.
Un phénomène connexe se produit lorsque la condition de Santa Ana est présente mais faible, ce qui permet à l'air chaud et sec de s'accumuler dans les vallées intérieures sans atteindre la mer. Dans ces conditions, on peut passer par exemple, d'une masse d'air sec et chaude dans la vallée de San Fernando à une autre fraîche et humide le long de la côte à l'ouest des monts Santa Monica. Les automobilistes peuvent alors passer de conditions ensoleillées et chaudes à une zone de nuages bas ou de brouillard.